# Where Do We Go Now?
«Where Do We Go Now?» es una canción de la cantautora estadounidense Gracie Abrams. La canción fue publicada el 13 de enero de 2023 como el sencillo principal de su próximo álbum de estudio debut Good Riddance.

## Antecedentes
El 9 de enero de 2023, Abrams anunció su álbum debut, Good Riddance, cuyo lanzamiento está previsto para el 24 de febrero de 2023 a través de Interscope Records. El sencillo principal, «Where Do We Go Now?», fue publicado el 13 de enero.

## Video musical
El sencillo fue acompañado por un videoclip dirigido por Gia Coppola. Según Lexi Lane de Uproxx, “La estética en blanco y negro enfatiza los temas desgarradores de una relación tóxica de una manera realmente poderosa”.

## Recepción de la crítica
Robin Murray, contribuidor de la revista Clash, describió la canción como “una pieza musical madura y reveladora. La voz es suave y dulce, personificando el enfoque de Gracie Abrams de menos es más para el minimalismo pop”.

## Posicionamiento
| Gráfica (2023)                    | Pico de posición |
| --------------------------------- | ---------------- |
| Nueva Zelanda (Recorded Music NZ) | 23               |